# Ghiacciaio Deposito
Il ghiacciaio Deposito (in inglese Depot Glacier) è un ghiacciaio vallivo fiancheggiato da due morene laterali e che termina con un'alta e verticale scogliera di ghiaccio, situato sulla costa orientale della penisola Trinity, nella parte settentrionale della Terra di Graham, in Antartide. Il ghiacciaio, il cui punto più alto si trova ad oltre 300 m s.l.m., fluisce in direzione nord fino a entrare nella baia Speranza. Questo ghiacciaio occupa, assieme al ghiacciaio Mondor, la depressione presente tra la sopraccitata baia Speranza e la baia di Duse che segna il confine settentrionale della penisola Tabarin. 

## Storia
Il ghiacciaio Deposito è stato scoperto durante la spedizione antartica svedese conosciuta come Spedizione Nordenskjöld-Larsen (1901-04), comandata da Otto Nordenskjöld, e così battezzato proprio da Nordenskjöld poiché, visto dallo Stretto Antartico, sembrava essere un ottimo sito per un deposito.